# Alpandeire
Alpandeire is een gemeente in de Spaanse provincie Málaga in de regio Andalusië met een oppervlakte van 31,30 km². Alpandeire telt 246 inwoners (1 januari 2016).

## Demografische ontwikkeling
Bron: INE, 1857-2011: volkstellingen